# المسرح الأخضر
المسرح الأخضر (بالأذرية: Yaşıl Teatr) هو مسرح في الهواء الطلق في باكو، عاصمة أذربيجان. يتسع المسرح لـ2500 مشاهد.
تم بناء هذا المسرح في منتصف ستينات القرن العشرين بمبادرة من عمدة المدينة في ذلك الوقت. كان الهدف من بناء هذا القصر أن يكون مكاناً مخصصاً للفعاليات الثقافية الهامة بالمدينة.
توقف المسرح عن العمل عام 1993. أمر رئيس أذربيجان إلهام علييف وفي شهر أغسطس من عام 2005 بتنفيذ أعمال إصلاحات للمسرح. وفي حديثه في حفل الافتتاح، قال: "شكرًا لجميع الذين شاركوا في بناء المسرح. آمل أن يتحول هذا المكان إلى مكان للترفيه لشعب باكو."